# (288) Главка
(288) Главка (др.-греч. Γλαυκή) — довольно крупный астероид главного пояса, который был открыт 20 февраля 1890 года немецким астрономом Карлом Лютером в обсерватории Дюссельдорфа и стал последним астероидом, который он успел открыть. Своё имя он получил в честь Главки, которая, согласно древнегреческой мифологии,  была младшей дочерью царя Коринфа Креонта. 

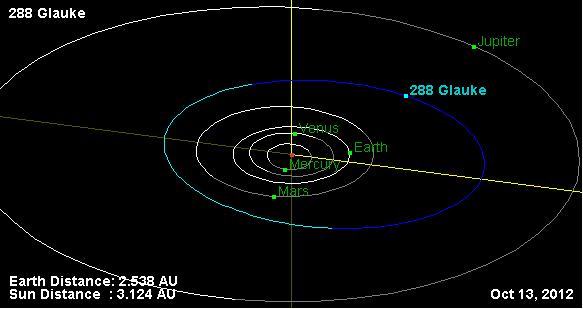
Орбита астероида Главка и его положение в Солнечной системе

Главной отличительной особенностью этого астероида является его исключительно малая скорость вращения — один оборот вокруг своей оси он совершает приблизительно за 1200 часов, что составляет около 50 земных суток. Это делает его одним из самых медленно вращающихся тел Солнечной системы, большим периодом обращения обладают только планеты Венера и Меркурий. Возможно, это связано с влиянием YORP-эффекта.